# Vladimír Čort
Vladimír Čort (28. ledna 1943 Ostrava – 28. března 2014 Praha) byl autor písňových textů, překladatel a spisovatel. Některá díla zveřejnil pod pseudonymem Wayne Ford.

## Životopis
V roce 1962 zakončil úspěšně studium na Střední ekonomické škole v Karlových Varech, obor ekonomika a cestovní ruch. Po maturitě pracoval jako úředník, později jako pozemní steward Československých aerolinií, tiskárenský korektor, dramaturg zábavních pořadů v Československé televizi. Od roku 1974 byl redaktorem a překladatelem anglické sekce zahraničního vysílání Československého rozhlasu v Praze. Při zaměstnání krátce studoval dálkově na tehdejší katedře žurnalistiky FFUK v Praze (4 semestry). V roce 1981 ukončil pracovní činnost pro Československý rozhlas Praha a věnoval se výlučně autorské tvorbě jako textař a libretista ve svobodném povolání.
Autor desítek písňových textů. Od roku 1966 byl textařem hudební skupiny Flamingo, jeho texty zpívaly Věra Špinarová, Marie Rottrová, Hana Zagorová, Jana Kratochvílová a další. O pár let později psal texty pro skupinu Progres 2, mnohé z písní byly vydány na LP, některé získaly prestižní ceny. Do češtiny přebásnil texty k polskému muzikálu Malované na skle inscenovanému ve Státním divadle Brno (1971) a napsal texty písní pro československou premiéru muzikálu O zbojníku Rumcajsovi (tamtéž, 1973).
Oceněn 1. cenou za text Flying Hydroplane (hudba Josef Kolín, zpěv Jiří Korn) na francouzském Grand prix de Paris de la Chanson Internationale (1976) a několika cenami v tehdejším Československu.

Autor povídek s náměty science fiction. Mnohé z nich otiskl v letech 1982–1994 časopis Mladý svět, další byly vydány antologiích sci-fi Stalo se zítra : antologie české a slovenské science fiction (Svoboda, 1984), Návrat na planetu Zemi (Svoboda, 1985), Hosté z planety lidí (Blok, 1990). Je autorem katastrofického sci-fi románu z budoucnosti Brána do pekel (Carmen, 1992; Naše vojsko, 2009), který napsal pod pseudonymem Wayne Ford.
Napsal původní divadelní hry pro děti Pohádka o líných strašidlech (1975); Kopretinka (1979), Cirkus Blecha : Pohádka s písničkami : Klaunovi ze všech nejmilovanějšímu (1979); Čert Makrela (1982).
Mezi záliby V. Čorta patřilo malování. V Galerii Vavrys v Praze měl v roce 1992 výstavu obrazů se SF motivy.
Z prvního manželství se Zdeňkou Kefurtovou měl dvě dcery, s manželkou Olgou Lorenzovou (svatba 1982) měl syna.

### Autorská bibliografie
- FORD, Wayne. Brána do pekel. Praha: Naše vojsko, 2009. 207 s. ISBN 978-80-206-1023-2. Edice Fikce & napětí.
- FORD, Wayne. Brána do pekel. Praha: Carmen, 1992. 142 s. ISBN 80-85531-39-9. Edice Aféra 92.
- WELLINGTON, David. Pensylvánský upír : [historický příběh o upírech]. [Z anglického originálu přeložil Vladimír Čort]. Praha: Naše vojsko, 2012. 360 s. ISBN 978-80-206-1302-8.
- FLOYD, Ann. Past na lásku. [Z angličtiny přeložil Vladimír Čort]. [Praha]: Iris, 1995. 139 s. ISBN 80-85893-05-3.
- KELLEY, Kitty. Oh, Jackie! [Z amerického originálu přeložil Vladimír Čort]. [Praha]: Iris, 1992. 335 s. ISBN 80-901268-3-9. Edice Femina, sv. 2.